# ويل بوتشر
ويل بوتشر (بالإنجليزية: Will Butcher)‏ هو لاعب هوكي الجليد أمريكي، ولد في 6 يناير 1995 في صن برايري في الولايات المتحدة.

## وصلات خارجية
- ويل بوتشر على موقع دوري الهوكي الوطني (الإنجليزية)
- ويل بوتشر على موقع EliteProspects.com (الإنجليزية)
- ويل بوتشر على موقع HockeyDB.com (الإنجليزية)
- ويل بوتشر على موقع Hockey-Reference.com (الإنجليزية)